# ATB (rower)
ATB (eng. All Terrain Bicycle) - rodzaj tzw. roweru górskiego, którego konstrukcja jest tak zaprojektowana, aby jeździło się nim dobrze we wszelkich możliwych warunkach.
Pierwotnie termin ten stworzono, aby zastąpić nim mylącą nazwę rower górski, który w swojej klasycznej postaci jest nie tyle górski, ile raczej służy do jazdy w każdym trudnym terenie. Współcześnie jednak rowery ATB to zwykle rowery turystyczne na kołach 26 cali, z geometrią ramy umożliwiającą jazdę w wygodnej, wyprostowanej pozycji i z ogumieniem i zestawem przełożeń umożliwiającym wygodną jazdę po drogach asfaltowych i jednocześnie wąskich leśnych ścieżkach.
W sklepach rowerowych często mianem ATB są oznaczane tańsze odmiany rowerów górskich.